# اچ‌ان‌ال‌ام‌اس فلورس
اچ‌ان‌ال‌ام‌اس فلورس (به انگلیسی: HNLMS Flores) یک کشتی بود که طول آن ۷۵٫۶ متر (۲۴۸ فوت ۰ اینچ) بود. این کشتی در سال ۱۹۲۵ ساخته شد.

## ساخته شدن
‏فلورس ‏‏در‏‏ ۱۳ ژانویه ۱۹۲۵ در ‏‏ کارخانه کشتی سازی فیجنوارد در ‏‏روتردام گذاشته شد.‏‏ این کشتی در ۱۵ اوت ۱۹۲۵ راه اندازی و در ۲۵ مارس ۱۹۲۶ در نیروی دریایی هلند به کارگرفته شد.‏